# Тэйт, Ральф
Ральф Тэйт (англ. Ralph Tate, 11 марта 1840 — 20 сентября 1901) — британский и австралийский ботаник и геолог, преподаватель естественных наук (ботаники, зоологии и геологии).

## Биография
Ральф Тэйт родился в Алнике 11 марта 1840 года. Он был сыном Томаса Тернера Тэйта (1807—1888), который был математиком и автором многих учебных книг.
Ральф получил образование в Cheltenham training college. Его дядя, Джордж Тэйт, известный как натуралист, был его первым учителем в области геологии, которую он начал изучать в 12 лет. Ральф Тэйт также получил образование в Королевской школе горной промышленности в Лондоне, где он был стипендиатом в 1858 году. Тэйт был назначен помощником хранителя в музее Геологического общества Лондона в 1864 году, опубликовав работы в области геологии, палеонтологии и ботаники.
В 1867—1868 годах Тэйт работал в Центральной Америке и Венесуэле; после возвращения в Англию он преподавал в школах горной промышленности в Бристоле, Дарлингтоне и Редкаре. В 1875 году Ральф был назначен старшим преподавателем естественных наук в Университете Аделаиды. В Австралии Тэйт энергично работал на своей должности преподавателя ботаники, зоологии и геологии.
Ральф Тэйт умер в штате Южная Австралия 20 сентября 1901 года.

## Научная деятельность
Ральф Тэйт специализировался на семенных растениях.

## Публикации
- Samuel Peckworth Woodward, Ralph Tate, Joseph Wilson Lowry, A.N. Waterhouse. A Manual of the Mollusca, Being a Treatise on Recent and Fossil Shells. Harvard University, London, 1880[4].